# Karl Bartel
Karl Bartel (* 6. August 1936; † nach 1974) war ein deutscher Motorbootrennfahrer und lebte in Berlin. Er begann seine sportliche Karriere 1958 mit Go-Kart-Rennen, konnte in drei Jahren aber keine nennenswerten Erfolge herausfahren. 1968 wechselte er zum Motorbootrennsport. 1973 gründete er zusammen mit anderen Rennbootfahrern, darunter Dieter König, Hans-Georg Krage und Kurt Mischke, den Motor-Rennboot-Club Berlin e. V. und wurde dort Sportwart.

## Sportliche Erfolge
Bartel fuhr fast ausschließlich in der Rennbootklasse OA mit Außenbordern bis 250 cm³. 1974 startete er als Einziger mit einem Proprider in der Katamaranklasse OE (bis 850 cm³), qualifizierte sich bei deutschen Rennen für die Teilnahme an der Europameisterschaft und gewann dort gegen internationale Konkurrenz den Titel.
- 1971 Weltmeister Klasse OA in Strömsbruk (Schweden)
- 1971 Deutscher Meister Klasse OA
- 1972 Weltmeister Klasse OA in Berlin-Tegel
- 1974 Europameister Klasse OE in Sabaudia (Italien)
- 1974 Weltmeister Klasse OA in Brodenbach

## Auszeichnungen
- Silbernes Lorbeerblatt (1973)